# Sveriges U19-damlandslag i innebandy
Sveriges U19-damlandslag i innebandy spelade sin första landskamp den 9 december 2000. Svenskorna vann då med 4–1 mot Finland i Solna.